# Le Philosophe ignorant
Do original Le Philosophe ignorant ou Filósofo ignorante, é um texto filosófico, escrito por Voltaire em 1766, onde ele tece criticas a sistemas filosóficos antecessores ao seu,isto é, a René Descartes, Gottfried Wilhelm Leibniz e a Baruch Espinoza. Em um tom bem-humorado, o livro expressa o pensamento crítico de Voltaire, no qual nos convida a refletir sobre os desdobramentos da razão em diferentes aspectos na natureza humana. Ao mesmo tempo, o Filósofo ignorante propõe uma emancipação do homem, onde ele não se apoie em fundamentos religiosos, mas no próprio exercício da razão, entendendo a ignorância como chave para o conhecimento. 
Ao longo dos capítulos são levantadas questões sobre a moral, a liberdade do homem, a eternidade, sobre os limites do conhecimento e sobre Deus. No capítulo XXIII, percebe-se a posição deísta de Voltaire que não está relacionada a religiões reveladas, nem em dogmas religiosos de qualquer especie, mas sim pautada na razão, ou seja, o deísmo/ teísmo de Voltaire é marcado pela sua experiência de vida, sem revelação religiosa ou divina, mas pautada no exercício da razão e do “livre pensar”.
Já convencido de que, não conhecendo o que sou, não posso conhecer o que é meu autor, minha ignorância deixa-me abatido a cada instante. Consolo-me refletindo sem cessar que não importa que eu não saiba se, meu senhor, é ou não extenso, desde que eu não faça coisa alguma coisa contra a consciência que me deu. De todos os sistemas que os homens inventaram sobre a Divindade qual adotarei? Nenhum, se não adorá-lo.  (Le Philosophe ignorant, Voltaire; 1766)
(...) Portanto, esse ser necessário é tudo o que existe; assim, não há realmente, senão uma unica substância no universo.
```
Capítulos para compreender sobre o Deísmo de Voltaire
```

CAP XIV
Tudo é Eterno?  p. 26
CAP XV
Inteligência p. 28
CAP XVI
Eternidade  p. 29
CAP XVII
Incompreensibilidade p. 30
CAP XVIII
Infinito  p. 31
CAP XIX
Minha dependência p. 32
CAP XX
A Eternidade ainda p. 33
CAP XXI
Minha dependência ainda p. 34
CAP XXII
Nova questão p. 35
CAP XXIII
Um único artífice Supremo p. 36
Diante da argumentação apresentada e desenvolvida por Voltaire encontramos algumas questões:

## Deísmo/ teísmo Voltairiano
Assim como em Locke, as ideias para Voltaire advém da experiência e essa experiencia está diretamente ligada aos sentidos, com isso o conhecimento de Deus será sempre limitado e pouco provável, pois o homem é um ser finito e ignorante. Com isso, Voltaire reconhece a existência de um deus, porém não julga necessário intermediários para tal “relacionamento” com ele, ou seja, a crença em um ser superior não se reduz a experiência religiosa.

## Referencias Bibliográficas
VOLTAIRE.  O filósofo ignorante. Trad. Marilena de Souza Chauí, Bruno da Ponte e João Lopes Alves. In: Os pensadores. 2. ed. São Paulo: Abril Cultural, 1978 d
VOLTAIRE. Cartas inglesas. Trad. Marilena de Souza Chauí, Bruno da Ponte e João Lopes Alves. In: Os pensadores. 2. ed. São Paulo: Abril Cultural, 1978 a.
______. Dicionário filosófico. Trad. Marilena de Souza Chauí, Bruno da Ponte e João Lopes Alves. In: Os pensadores. 2. ed. São Paulo: Abril Cultural, 1978 c.